# وليد جنبلاط
وليد كمال جنبلاط (مواليد 7 آب 1949) هو سياسي لبناني وزعيم الطائفة الدرزية، تولّى رئاسة الحزب التقدمي الإشتراكي بعد إغتيال والده كمال جنبلاط وقاده في الحرب الأهلية اللبنانية. كان أحد مؤسسي تحالف 14 آذار وشارك في ثورة الأرز ضد الوصاية السورية على لبنان.

## أسرته
آل جنبلاط (في لبنان) من أصل كردي عريق، اعترفت بهم الدولة العثمانية وعينت منهم «حسين باشا جانبولاد» حاكمًا على كلّس - حلب، وظلوا قديمًا في حلب حتى قام «علي باشا جانبولاد» وهو أحد زعمائهم بثورته التي قضى عليها العثمانيون ثم قتلوه، فلجأ بعض أفراد هذه الأسرة إلى لبنان، إلى «المعنيين» الدروز في إقليم الشوف، فتبنى مذهبهم وغدا زعيمًا لفريق منهم. اسم (جان بولاد) هو من الأسماء الشائعة كردياً ومعناه ذو الروح الفولاذية، وكثير من رجالات الدولة العثمانية وقادتها العسكريين حملوا هذا الاسم.
وتوجد رواية أخرى ذكرها المؤرخون، أنه في سنة 1631 أرسل الأمير فخر الدين معن جانبولاد بن سعيد إلى قلعة شقيف أرنون ومعه خمسون نفراً لمحافظة القلعة خوفاً من الأمير طربيه بن علي الحارثي أمير اللجون وبلادها، فأقام في القلعة مقدار سنتين.
وفي سنة 1640 توفي جانبولاد بن سعيد وله رباح فأقام في مزرعة الشوف مرفوع الجانب ثم توفي وله ثلاثة أولاد هم علي وفارس وشرف الدين. وكان ممدوح السيرة ومحمود السريرة فزوجَّ ولده (علي) ابنة الشيخ قبلان القاضي التنوخي، كبير مشايخ الشوف لارتفاع نسب عليّ وعلوّ مقامه ثم إنتقل إلى بعذران وبنى فيها داراً.
وفي سنة 1712 لما توفى الشيخ قبلان القاضي دون عقب إتفق أكابر الشوف أن يكون صهره علي في مرتبة قبلان رأساً عليهم. فإلتمسوا من الأمير حيدر الشهابي الوالي توليته مكانه وقدموا له خمسة وعشرين ألف غرش. فولاه مقاطعات الشوف.
أجرى الأمير حيدر ترتيبات جديدة بين الاسر الإقطاعية الحليفة تركت بصماتها على مجريات الاحداث ومستقبلها وذلك بعد انتصاره في معركة عين دارة. فوزّع الأمير حيدر غنائم الحرب على جميع حلفائه فمنح المقدمين اللمعيين لقب امراء، الامر الذي سمح لهم بالزواج من الشهابيين وثبّتهم في اقطاعهم في المتن مضيفا اليه منطقة القاطع الذي فصله عن كسروان. ورفع آل جنبلاط إلى درجة المشيخة وولاّهم على الشوف كما ولّى آل تلحوق على اقطاع الغرب وآل عبد الملك على اقطاع الجرد والنكديين على منطقة الناعمة، مبقيا على سلطة آل حمادة في بلاد جبيل وجبّتي المنيطرة وبشري. وثبّت القيسيين المسيحيين في اقطاعاتهم. فولّى الخازنيين على كسروان، والحبيشيين على غزير وضواحيها، وآل الدحداح على الفتوح، وآل العازار على الكورة، وآل الظاهر على منطقة الزاوية، وآل الخوري على رشميا واحتفظ لنفسه وتحت سلطته المباشرة عين دارا وبعقلين ونيحا وعماطور وبتلون.

## النشأة
ولد في بلدة المختارة بقضاء الشوف في لبنان، والده هو الزعيم الدرزي النائب والوزير كمال جنبلاط مؤسس ورئيس الحزب التقدمي الاشتراكي حتى تاريخ اغتياله، ووالدته هي مي أرسلان ابنة شكيب أرسلان أحد زعماء الدروز.

## التعليم
درس المرحلة الابتدائية في «الكلية العلمانية الفرنسية» في بيروت حتى العام 1961، وبعام 1969 أنهى المرحلة الثانوية في الكلية الدولية في بيروت، وفي 3 يوليو 1973 نال شهادة البكالوريوس في العلوم السياسية من الجامعة الأميركية في بيروت.

## المسيرة المهنية
- قام بتدريس مادة التاريخ في «الجامعة الوطنية» في عاليه.
- عمل في ملحق جريدة النهار لمدة أقل من سنة وكتب العديد من المقالات الاقتصادية والسياسية.
- بين عامي 1979 و1980 كتب كلمة «صحيفة الأنباء»، وهي الجريدة الناطقه باسم الحزب التقدمي الاشتراكي.
- بتاريخ 29 أبريل 1977 انتخب رئيسًا للحزب التقدمي الاشتراكي خلفًا لوالدة وما زال يترأس الحزب.
- أطلق ما بات يعرف بثورة الأرز بعد اغتيال رئيس وزراء لبنان السابق رفيق الحريري، وكان من أبرز قادة حركة 14 آذار التي نادت بسيادة واستقلال لبنان ورفع الوصاية السورية عنه.

### الحرب الأهلية
خلال وبعد الاجتياح الإسرائيلي للبنان أقدمت القوات التابعة له على اقتحام العديد من القرى المارونية وطرد الآلاف من سكانها انتقاما منها. حيث كانت هناك حملة تطهير عرقي في جبل لبنان من قبل الموارنة ضد الدروز، حيث طردت سكان قرى درزية عديدة وأحرقت مساكنهم ومقدساتهم علاوة على المجازر والاعتقالات التي ارتكبتها الميليشيات المارونية بدعم من الجيش الإسرائيلي الذي كان يحتل لبنان في ذلك الوقت ويغذي الصراعات الطائفية والمذهبية فيه، ويعتبر الدروز أنفسهم أصحاب الأرض كونهم مؤسسي الكيان اللبناني منذ عهد الأمير فخر الدين المعني الأول وهم قد جاؤوا بالمسيحيين الموارنة للعمل في أراضي الدروز كأجراء لكون الدروز ينحدرون بغالبيتهم من عائلات إقطاعية تملك الأراضي ولكن لا تعمل بالزراعة بل مهنتها الرئيسية هي القتال والحرب. وقد نجح في التصدي لهذه الحملة مما اعتبر انتصارًا وثبت مركزه القيادي لدى الطائفة الدرزية. شارك مع نبيه بري رئيس حركة امل بانتفاضة 6 شباط 1984 في بيروت التي اسقطت اتفاق 17 ايار بين لبنان وإسرائيل.

### العمل السياسي الرسمي
دخل إلى البرلمان كعضو بعام 1991 وذلك بعد التوقيع على اتفاق الطائف وذلك لملئ المقاعد الشاغرة بفعل الوفاة، حيث اختير عضوًا بديلًا عن والده كمال جنبلاط، وانتخب بعد ذلك عضوًا بانتخابات أعوام 1992 و1996 و2000 و2005 و2009. وكان قبلها وأثناء الحرب الأهلية قد عين وزيًرا، وقد تولى خلال حياته عددًا من الوزارات:
- بالفترة من 30 أبريل 1984 حتى 22 سبتمبر 1988 وزيرًا للأشغال العامة والنقل ووزيرًا للسياحة في حكومة الرئيس رشيد كرامي في عهد الرئيس أمين الجميل.
- بالفترة من 25 نوفمبر 1989 حتى 24 ديسمبر 1990 وزيرًا للأشغال العامة والنقل في حكومة الرئيس سليم الحص في عهد الرئيس إلياس الهراوي.
- بالفترة من 24 ديسمبر 1990 حتى 16 مايو 1992 وزير دولة في حكومة الرئيس عمر كرامي في عهد الرئيس إلياس الهراوي، وأعيد تعيينه بنفس المنصب بالفترة من 16 مايو 1992 حتى 31 أكتوبر 1992 في حكومة الرئيس رشيد الصلح في عهد الرئيس إلياس الهراوي.
- بالفترة من 31 أكتوبر 1992 حتى 25 مايو 1995 وزير دولة لشؤون المهجرين في حكومة الرئيس رفيق الحريري في عهد الرئيس إلياس الهراوي، وأعيد تعيينه بنفس المنصب في حكومة الرئيس الحريري التي شكلها في 25 مايو 1995 واستمرت حتى 7 نوفمبر 1996 وذلك بعهد الرئيس إلياس الهراوي، كما عين بذات المنصب بحكومة الحريري التي شكلت في 7 نوفمبر 1996 واستمرت حتى 4 ديسمبر 1998 وذلك بعهد الهراوي.

## مواقف وتصريحات
في مؤتمر صحفي بتاريخ 26 يونيو 2025، اعتبر وليد جنبلاط أن إسرائيل حققت انتصارًا في حربها مع إيران، ورأى أن هذا الانتصار يعكس تحولات إقليمية كبيرة. دعا جنبلاط القوى اللبنانية إلى تبني "تطبيع واقعي" مع إسرائيل من خلال تعزيز منطق الدولة وسيادتها، وتسليم السلاح للجيش اللبناني باعتباره الضامن الوحيد للأمن والاستقرار. وشدد على أن حصر السلاح بيد الدولة هو السبيل لإنهاء الفوضى المسلحة، ودعا إلى معالجة القضايا السياسية بعقلانية ومسؤولية، مع ضرورة منح الحقوق الكاملة للفلسطينيين في لبنان بعيدًا عن التجنيس. كما أكد أن لبنان أمام فرصة نادرة لإعادة بناء الدولة على أسس جديدة تتماشى مع المتغيرات الإقليمية والدولية.

## المحكمة الدُوليَّة الخاصة بلُبنان
مثل وليد جنبلاط بصفته شاهدًا أمام المحكمة الدُوليَّة الخاصَّة بلُبنان والمُكلفة بالتحقيق في اغتيال رئيس الوُزراء الأسبق رفيق الحريري، يوم 4 مايو 2015، ووُصفت شهادته بأنها كتابة هادئة تفصيليَّة وتوثيقيَّة ليس لمرحلة تاريخيَّة مُحددة فحسب، وأنها اتسمت بوقائع على صلة مباشرة بعمليَّة الاغتيال والأسباب التي يُعتقد أنها أدَّت إليها.

## حياته العائلية
- تزوج سنة 1981 من الشركسية الأردنية «جيرفت جنبلاط» ولهما ثلاثة أبناء:
  - تيمور (مواليد 1982).
  - أصلان (مواليد 1983).
  - داليا (مواليد 1986).
- زوجته الحالية نورا الشرباتي والتي أصبحت بعد زواجها منه تلقب «بنورا جنبلاط»، وهي ابنة وزير الدفاع السوري الأسبق «أحمد الشرباتي».

## روابط خارجية
- وليد جنبلاط على موقع IMDb (الإنجليزية)
- وليد جنبلاط على موقع مونزينجر (الألمانية)
- وليد جنبلاط على موقع إن إن دي بي (الإنجليزية)